# Elise Vollène
Elise Vollène war eine französische Schriftstellerin des 20. Jahrhunderts.
Vollène trat als Lyrikerin und Dramatikerin hervor. Mehrere ihrer Werke wurden vertont. Das Stück L’Anneau du roi wurde Textvorlage für eine Kantate im Wettbewerb des Conservatoire de Paris um den Prix de Rome Mit seiner Vertonung gewann André Lavagne 1939 den Ersten Preis.
Das zweiaktige Versdrama Les Marchands de rêve wurde von José David vertont. Außerdem veröffentlichte Vollène mehrere Lyrikbände, darunter humoristische Gedichte für Kinder.

## Werke
- Sur quatre cordes, Gedichte
- L'Anneau du Roi, 1938
- Cadences, suivis de Pages sur la musique, Paris 1939
- Harmoniques
- Annie au Pays des Étoiles, 1942
- Suite enfantine. Poèmes humoristiques pour la Jeunesse, 1943
- Vers à soi, Rennes, Cercle de Brocéliande, 1953
- Pour les jeunes, Rimettes et Sornettes, Paris 1966
- Les Marchands de rêve, Versdrama in zwei Akten
- Le Violon enchanté, Feenspiel für die Jugend

| Personendaten    | Personendaten                 |
| ---------------- | ----------------------------- |
| NAME             | Vollène, Elise                |
| KURZBESCHREIBUNG | französische Schriftstellerin |
| GEBURTSDATUM     | 20. Jahrhundert               |
| STERBEDATUM      | 20. Jahrhundert               |